# 国際連合コンゴ民主共和国安定化ミッション
国際連合コンゴ民主共和国安定化ミッション（こくさいれんごうコンゴみんしゅきょうわこくあんていかミッション United Nations Organization Stabilization Mission in the Democratic Republic of the Congo）は、国際連合によるコンゴ民主共和国における、国内安定化のための平和維持活動である。フランス語の Mission de l'Organisation des Nations Unies pour la stabilisation en République démocratique du Congo により MONUSCO（モニュスコ）と略される。
国際連合安全保障理事会決議1279により1999年11月に国際連合コンゴ民主共和国ミッション（United Nations Mission in the Democratic Republic of Congo）として設立され、2000年2月24日に活動を開始した（フランス語の Mission de l'Organisation des Nations Unies en République démocratique du Congo よりMONUCと呼称）。当初の目的は第二次コンゴ戦争 (Second Congo War) の停戦監視であったが、徐々にコンゴ民主共和国国内の安定化へとシフトしていった。2006年の国民議会選挙、2010年の大統領選挙を受け、同年国連安保理決議1925によって現在のMONUSCOへと名称が変更され、文民保護及びコンゴ民主共和国の能力向上に任務の重点が移された。2013年の国連安保理決議2098に基づき、国連による平和維持活動では初となる目標を絞った平和執行部隊である介入旅団（Force Intervention Brigade）を傘下に置く。
2023年現在、17,753名によって構成され、その8割以上となる14,660名が軍人である。首都キンシャサに本部を置き、国連要員や市民を含む文民の保護や、反政府武装勢力の武装解除や治安部門改革を含むコンゴ民主共和国の安定化とガバナンスの強化などを任務としている。不安定な情勢から、2023年12月31日現在での犠牲者は271名と、国連平和維持活動史上4番目の多さである。
2025年1月23日、M23（3月23日運動）はゴマに進軍する途上、平和維持活動に従事していた南アフリカ共和国、マラウイ、ウルグアイの兵士らを攻撃、兵士13人が死亡した。

## 対応する武装勢力
- ルワンダ解放民主軍
- 人民防衛国民会議
- マイマイ (コンゴ)